# Фоллоуилл, Калеб
Калеб Фоллоуилл (англ. Anthony Caleb Followill, род. 14 января 1982 года, Нашвилл, Теннесси, США) — основатель американской рок-группы Kings of Leon. Вокалист и гитарист коллектива.

## Биография
Калеб Фоллоиуилл родился 14 января 1982 года. Часто путешествовал по стране вместе со своими родителями, которые были евангелистами. Родители привили своим детям любовь к музыке с раннего детства. В 1999 году Калеб вместе со своими братьями Натаном и Джаредом Фоллоуилами решил основать группу Kings of Leon (такое название группа получила в честь отца и дедушки музыкантов, Леона).